# Horní Benešov
Horní Benešov (pronunciación checa: [ɦorɲiː bɛnɛʃof]; Benešov hasta 1926, alemán: Bennisch) es una pequeña ciudad en la región de Moravia-Silesia de la República Checa. De 1938 a 1945 fue uno de los municipios de Sudetenland. Benešov tiene una larga tradición minera.

## Historia y población
Comenzó como un asentamiento minero a principios del siglo XIII. La ciudad fue fundada oficialmente en 1253, y los derechos fueron confirmados en 1271 por el rey bohemio Přemysl Otakar II. Fue destruido por una invasión húngara en 1474 y luego durante la Guerra de los Treinta Años. La minería estaba en declive desde el siglo XVII. Durante los siglos XIX y XX, el desarrollo económico de Benešov fue impulsado principalmente por la industria textil.

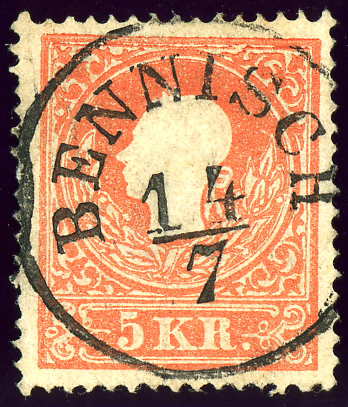
Nombre alemán utilizado durante el gobierno del Imperio austríaco, en 1859

De acuerdo con el censo de la administración austriaca de 1910, la ciudad tenía 3.826 habitantes, de los cuales 3.807 tenían residencia permanente allí. El idioma materno de los habitantes era  el alemán: 3,800 (99.9%). Los grupos religiosos más populosos fueron católicos con 3,766 (98.4%), seguidos por protestantes con 30 (0.8%) y judíos con 25 (0.6%).

## La ascendencia de John Kerry
La ciudad llamó la atención cuando se supo que Fritz Kohn, el abuelo paterno de John Kerry, candidato del Partido Demócrata de Estados Unidos para la presidencia de los Estados Unidos en las elecciones de 2004, era de Horní Benešov. Kohn, que nació en el seno de una familia judía aquí, cambió su nombre a Kerry y se convirtió al catolicismo antes de emigrar a los Estados Unidos en 1905.
Cuando nació Kohn, la ciudad estaba poblada casi en su totalidad por alemanes étnicos con solo una comunidad judía de habla alemana muy pequeña, y formaba parte de la región de la Silesia austríaca de Austria-Hungría. Después de la Primera Guerra Mundial, la ciudad quedó dentro del estado de Checoslovaquia y en 1926 recibió su nombre actual. Hoy es casi completamente checa después de la expulsión de los alemanes de Checoslovaquia después de 1945.